# Laocheng (ort)
Laocheng är en ort i Kina. Den ligger i provinsen Shandong, i den östra delen av landet, omkring 110 kilometer nordväst om provinshuvudstaden Jinan.
Runt Laocheng är det tätbefolkat, med 550 invånare per kvadratkilometer. Närmaste större samhälle är Youfang, 18,0 km sydväst om Laocheng. Trakten runt Laocheng består till största delen av jordbruksmark.
Genomsnittlig årsnederbörd är 706 millimeter. Den regnigaste månaden är juli, med i genomsnitt 270 mm nederbörd, och den torraste är januari, med 5 mm nederbörd.